# Parathesis eggersiana
Parathesis eggersiana är en viveväxtart som beskrevs av Carl Christian Mez. Parathesis eggersiana ingår i släktet Parathesis och familjen viveväxter. Inga underarter finns listade i Catalogue of Life.